# Aspidarachna sekhari
Aspidarachna sekhari är en kräftdjursart som beskrevs av George och Menzies 1968. Aspidarachna sekhari ingår i släktet Aspidarachna och familjen Munnopsidae. Inga underarter finns listade i Catalogue of Life.